# The Employer's Liability
The Employer's Liability è un cortometraggio muto del 1912 diretto da Henry Otto. Di genere drammatico, prodotto dalla Nestor Film Company di David Horsley, aveva come interpreti William Clifford, Margarita Fischer, Harry A. Pollard, Eugenie Forde e lo stesso regista in un ruolo di contorno.

## Trama
Lawrence Hulbert, giovane e ambizioso avvocato, dopo una grave disgrazia accaduta nelle miniere della Western Mines Development Company, viene incaricato di far firmare a John Strand, rimasto seriamente ferito nell'incidente, un documento che sollevi la compagnia da ogni responsabilità. Benché la signora Strand cerchi di impedirlo, Hulbert riesce a ottenere la firma del malato, riuscendo, in tal modo, a farsi nominare avvocato dell'azienda. Usando gli stessi metodi, Hulbert fa una rapida carriera. Il povero Strand, invece, disperato per le condizioni in cui si trova, una sera si introduce in casa Hulbert deciso a vendicarsi dell'uomo che lo ha rovinato. L'avvocato è fuori, ma in casa c'è sua moglie Kitty. I due cominciano a parlare. Dapprima lei gli offre del denaro, che lui rifiuta. Poi, la donna ascolta le ragioni dell'intruso che le descrive le infamie del marito e le fornisce un elenco di famiglie ridotte alla fame dall'avvocato. Kitty è costretta, contro la propria volontà, a credergli. Quando il marito rientra, lei impedisce a Strand di ucciderlo e obbliga Hulbert a confessare i suoi misfatti. Gli dichiara allora che il suo amore per lui è morto e che, da quel momento in poi, la sua vita sarà dedicata a coloro che sono rimaste vittime della smodata ambizione del marito.

## Produzione
Il film fu prodotto dalla Nestor Film Company.

## Distribuzione
Distribuito negli Stati Uniti dall'Universal Film Manufacturing Company, il film - un cortometraggio di una bobina - uscì nelle sale cinematografiche il 7 ottobre 1912.